# Pherma curticaudatum
Pherma curticaudatum is een eenoogkreeftjessoort uit de familie van de Nereicolidae. De wetenschappelijke naam van de soort is voor het eerst geldig gepubliceerd in 1923 door Wilson C.B..